# Смердь
Смердь (бел. Смердзь) — река в Лунинецком районе Брестской области Белоруссии, левый приток Припяти.
Длина реки 37 км. Площадь водосбора 502 км². Берёт начало от слияния двух каналов в 1,5 км к северо-западу от деревни Межлесье. Течёт в южном направлении мимо населённых пунктов Красная Воля, Застенок, Любачин и Лахва. Устье в 4 км к югу от деревни Лаховка. Средний наклон водной поверхности 0,3 м/км.
Долина реки невыраженная, сливается с прилегающей местностью. Пойма шириной 200—300 м. Русло в районе истока частично канализировано и зарегулировано шлюзами, вблизи устья спрямлено, на остальном протяжении извилистое. Ширина русла 5-10 м, в нижнем течении до 15 м. Среднегодовой расход воды в устье 2 м³/с. Основной приток — река Выдранка.